# Kastelan
Kastelan je bil nižji plemič in grajski poveljnik, ki je imel grad v najemu ali zastavi od višjega fevdalnega gospoda.  Beseda izvira iz latinske Castellanus, ki izhaja iz castellum – 'grad'. Včasih znan tudi kot stražnik, guverner ali poveljnik kastelanije ali kapitan. Stražnik  Constable of Tower v Londonu je pravzaprav oblika kastelana. Kastelan je skoraj vedno moški, vendar je bila občasno lahko tudi ženska, kot takrat, ko je leta 1194 Beatrice podedovala očetovo kastelanijo Bourbourg ob smrti svojega brata Rogerja. 

## Začetna moč
Po padcu Zahodnega Rimskega cesarstva, se je veliko plemen selilo v zahodno Evropo, kar je povzročalo spore in vojne. Odgovor na periodične invazije je bil ustvarjen sistem utrjenih območij, ki se je razvil v gradovih. Nekateri voditelji so pridobili nadzor na različnih področij, vsak z gradom. Problem je ležal v izvajanju ustreznega nadzora in oblasti na takem območju, ko je bil vodilni le na enem mestu naenkrat. Da bi to organizirali, so gospodje dali svojim zanesljivim vazalom neposreden nadzor nad gradom, in ti so odgovarjali samo gospodarju.  V devetem stoletju, ko so utrdbe izboljšali in so kralji imeli težave zaradi plačevanja davkov podrejenih ali pošiljanja vojaške pomoči kralju, so kastelani pridobili moč in dobili svoj fevd, ne da bi veliko skrbeli za potrebe svojega nadrejenega.  To se je spremenilo, ko so kralji pridobili na moči in kot sveti rimski cesarji nadomestili neposlušne vazale z ministeriali.

## Naloge
Običajno so dolžnosti kastelana kombinirali z nalogami majordoma (upravnik fevdalne posesti in nadzornik služinčadi). Zaradi tega je bil kastelan odgovoren za gospodinjsko osebje gradu in njegovo posadko, kot vojaški skrbnik pa odgovoren za vzdrževanje obrambe in zaščite posesti gradu. To še posebej velja, če gospodar ni prebival v gradu ali če je bil gospodar često odsoten.  Kastelan je lahko uveljavljal moč »prepovedi« - to pomeni, da je obravnaval sodne primere in zbiral globe, pobiral davke od prebivalcev in zbiral lokalne može za obrambo. Kastelan je imel tako zakonodajno moč, kar mu je omogočilo izvajanje do in vključno smrtno kaznen, kot se je na primer zgodilo leta 1111, ko je salzburški kastelan ujel ministeriala, ki je načrtoval oborožen upor in storilca oslepil kot navadnega podložnika. V tistem času je kastelan služil kot predstavnik ljudstva svoje kastelanije, kot je primer kastelana v mestu Bruges, ko se je potegoval za več privilegijev in svoboščin meščanov od grofov Flandrije. 

### Kastelani in Judje
Ena nenavadna odgovornost v zahodni Evropi je bila pristojnost nad rezidenčno judovsko skupnostjo v bližini Rokavskega preliva. Stražnik v Tower of London in kastelan podrejen vojvodi Normandije sta bila odgovorna za njihovo upravljanje. Vivian Lipman predpostavlja štiri razloge za to: obrambni gradovi so bili centri uprave, verjetno so imeli zapore in morda, kot prebivališče lokalnega bogataša, bi bil lahko dragocena stranka. 

## Regionalne razlike

### Francija
V Franciji so kastelani (v francoščini châtelains) vladali gradovom brez rezidenčnega plemiča in imeli velike pristojnosti, položaj je dejansko postal deden fevd. Do desetega stoletja je razdrobljenost moči postala tako razširjena v Mâconu, da je bila kastelanija osnovna enota upravljanja, brez učinkovite ravni nad njo – Mâconski grofje so zelo zanemarjali svoje kastelane med okoli 980 do 1030. V 12. stoletju so kastelani razširili svoje ozemlje z vključitvijo šibkejših kastelanov pod svoj nadzor, kot v primeru kastelana Beaujeu, ki je prevzel posesti v Lyonu ali ko je Uxelles aneksiral Briançon, nato Sennecey-le-Grand in L'Épervieres. 

### Nemčija
V Nemčiji je bil kastelan znan kot Burgmann (latinsko oppidanus, 'viteški ministerial') ali včasih Hauptmann ('kapetan'), ki je odgovarjal graščaku (Burgherr), pogosto znan kot grajski grof (Burggraf). Burgmann je bil lahko plemenitaš ali ministerial, toda grad je upravljal kot vazal. Ministeriali so v celoti nadomeščali gospodarja in lažje nadzorovali posest. Ministeriali so nadomestili svobodne plemiče kot kastelani v trdnjavi Hohensalzburg pod Konradom I. Abensbergom, salzburški nadškof od 1106 do 1147. 

### Madžarska
V srednjeveški Ogrski so se kastelani imenovali várnagy. Gospodar gradu je imel zelo podobne funkcije kot v nemškem okolju. Na Madžarskem so kralj in najmočnejši plemiči najemali kastelane kot svoje privržence za upravljanje svojih gradov, države in posestev, ki so jim pripadale. 

### Jeruzalem
Kastelan je bil uradnik Kraljevine Jeruzalema, začenši z Anselmom (kastelan, c. 1110).

### Poljsko-litovska zveza
V Poljskem kraljestvu in pozneje  Republiki obeh narodov, so bili kastelani (poljsko: kasztelan) v večini primerov nižje v hierarhiji voivod (staroslovansko dobesedno 'vojni vodja') (z izjemo mestnega grofa Krakova [poljsko burgrabia Krakowski], ki je imel prednost pred voivodom Krakova). Kastelani so skrbeli za del voivodstva imenovanega kastelanija (poljsko kasztelania) do 15. stoletja in od takrat je področje razdeljeno na pokrajine za večje kastelane in powiat (podobno okrožju) za manjše kastelane. Kastelani v Republiki obeh narodov so imeli rang senatorja.

### Portugalska
Na Portugalskem je bil kastelan znan kot alcaide. Kasneje je naslov alcaide postal častni naziv, ki ga je kralj Portugalske dajal nekaterim plemičem. Kot častni imetnik urada alcaide ni pogosto živel v bližini gradu, so od njega imenovani pooblaščenci urejali posesti. Častni imetnik pisarne je postal znan kot alcaide-mor (glavni alcaide), njegov pooblaščenec je postal znan kot alcaide pequeno (mali alcaide) ali alcaide-menor (manjši alcaide).

## Kastelanija
Kastelanija je izraz, ki označuje okraj s katerim upravlja kastelan. Kastelanije so se pojavile v srednjem veku in v večini sedanjih držav so jih sedaj nadomestili s sodobnejšim tipom delitve države. Beseda izhaja iz gradu in dobesedno pomeni obseg posestva in pristojnosti, ki so pripadale temu gradu.
Pogosti sorodni izrazi so tudi v drugih jezikih. Primer francoskega châtelainies obsega kastelanije za Ivry-la-Bataille, Nonancourt, Pacy, Vernon in Gaillon, vse v Normandiji, ki so bile v skladu s Pogodbo iz Issouduna (1195, po vojni s kraljem Rihardom I. Angleškim), pridobljene za francosko krono Filipa Augustusa. Primeri iz Poljske so Łęczyca in Sieradz (tako nekoč na vojvodini), Legnica (grad je bil nekaj časa sedež Poljskih princev), Spycimierz, Rozprza, Wolbórz in Wojnicz (v Krakovski škofiji) in Otmuchów v Šleziji.